# Llano de Ayuca
Llano de Ayuca är en ort i Mexiko.   Den ligger i kommunen Santo Domingo Nuxaá och delstaten Oaxaca, i den sydöstra delen av landet, 300 km sydost om huvudstaden Mexico City. Llano de Ayuca ligger 2 200 meter över havet och antalet invånare är 257.
Terrängen runt Llano de Ayuca är kuperad. Runt Llano de Ayuca är det glesbefolkat, med 17 invånare per kvadratkilometer. Närmaste större samhälle är Duraznal, 18,8 km sydost om Llano de Ayuca. I omgivningarna runt Llano de Ayuca växer huvudsakligen savannskog.